# Delitschia patagonica
Delitschia patagonica är en svampart som beskrevs av Speg. 1887. Delitschia patagonica ingår i släktet Delitschia och familjen Delitschiaceae.  Arten är reproducerande i Sverige. Inga underarter finns listade i Catalogue of Life.